# Deli Maatschappij
La Deli Maatschappij (oggi Deli Universal) è una società nata per la produzione ed il commercio di tabacco, la più grande dell'Indonesia nell'Ottocento. Iniziò le proprie operazioni e la costituzione delle prime piantagioni nel 1869 nella Sumatra olandese grazie ad alcune concessioni terriere del sultano di Deli che ne divenne socio.
Con la crisi dell'industria del tabacco, attualmente l'azienda si concentra quasi completamente sul commercio di legname e materiali da costruzione.

## Storia
La compagnia venne fondata a Medan, all'epoca poco più di un villaggio, ma collocata alla confluenza del fiume Deli col fiume Babura, in un punto ideale per gli scambi commerciali fluviali e marittimi. Con la crescita delle piantagioni e del prodotto e di conseguenza del fatturato, anche l'azienda crebbe rapidamente. In breve tempo, con la complicità del sultano di Deli, la compagnia acquisì l'intero commercio del tabacco nell'area con 10 aziende e controllando anche il monopolio delle esportazioni. L'azienda, per propri fini, contribuì ad ogni modo in maniera decisiva allo sviluppo delle ferrovie indonesiane con la costruzione di 54 stazioni e di un ospedale per la popolazione locale. Con la crescita della compagnia e per seguire meglio da vicino lo sviluppo delle sue rendite, il sultano di Deli, Ma'mun Al Rashid Perkasa Alamyah, fece addirittura trasferire la sua capitale da Labuhan a Medan nel 1891.
La compagnia si serviva perlopiù di lavoratori forzati. La compagnia compì anche numerosi studi sul campo per cercare di contrastare il Phytophthora nicotianae, un particolare tipo di fungo che intaccava le piante di tabacco compromettendone la crescita e la resa finale, portando alla morte la pianta. Il tabacco prodotto dalla ditta olandese veniva integralmente venduto al mercato di Amsterdam che, grazie al suo operato, divenne il più grande mercato di tabacco al mondo. La compagnia venne fondata da Jacob Nienhuys, il quale ad ogni modo dovette fare ritorno in patria qualche anno dopo per la morte di sette dei suoi lavoratori e pertanto l'amministrazione passò a Jacob Theodoor Cremer che divenne il maggior azionista dell'azienda. Il quartier generale della compagnia venne costruito a Medan nel 1911. 
La compagnia si diversificò negli anni acquisendo altre compagnie minori e spaziando anche nel campo della coltivazione e rivendita di the, gomma e altre tipologie di industrie che sfruttavano i prodotti naturali locali. La compagnia venne nazionalizzata come Compagnia di Deli dal governo repubblicano dell'Indonesia nel 1958 assieme a molte altre industrie olandesi per volontà del presidente Sukarno. La compagnia continuò la sua produzione fondendosi nel 1959 con la Homogenized Tobacco Leaf ed attualmente fa parte della Universal Corporation col nome di Deli Universal.

## Galleria d'immagini

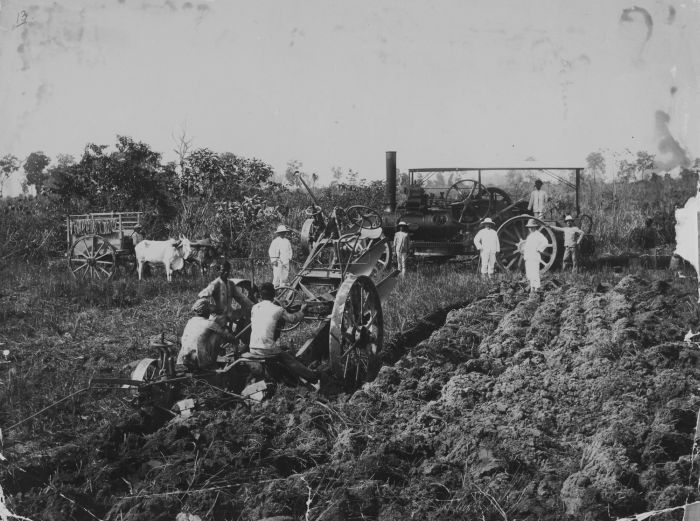
Lavoratori in un campo di tabacco della compagnia
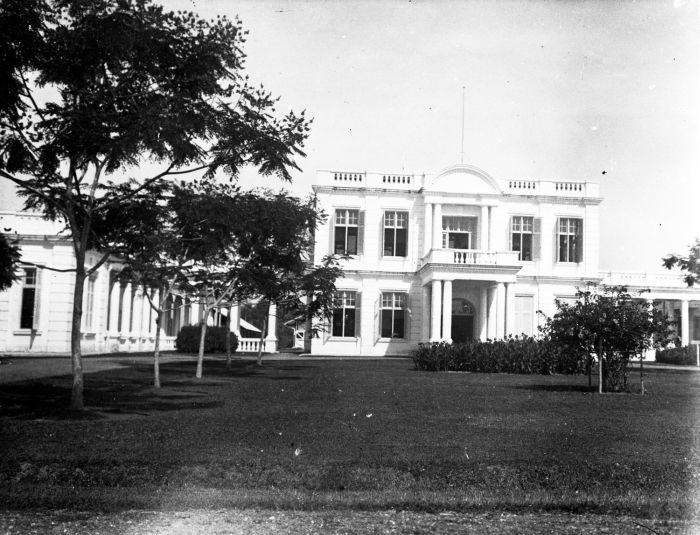
Una stazione ferroviaria della compagnia di Deli a Medan (1919)
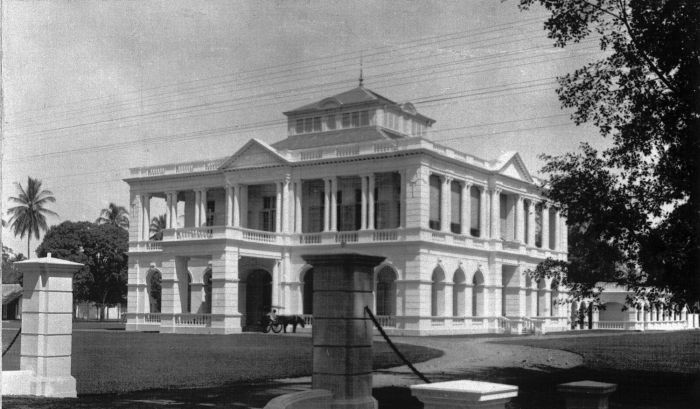
Il quartier generale dell'azienda a Medan (c. 1925)
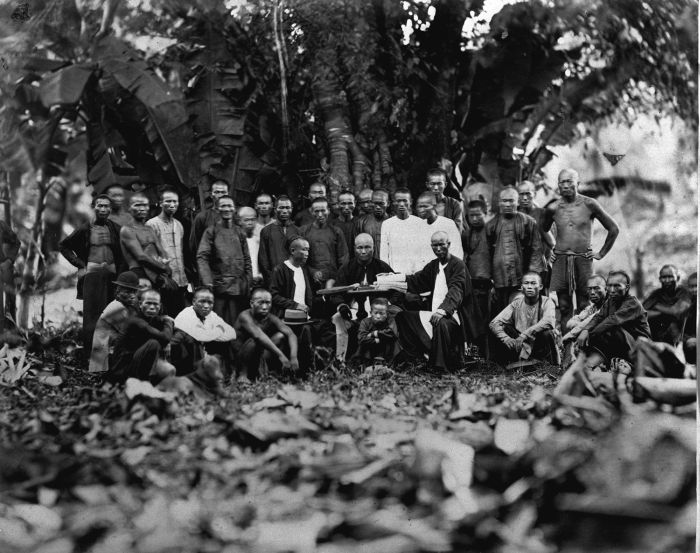
Lavoratori cinesi nelle piantagioni della compagnia, foto di Kristen Feilberg
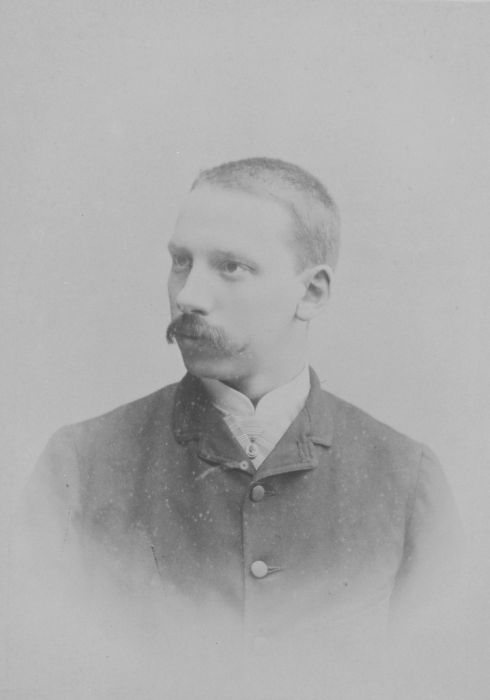
H. Ingerman, principale amministratore della compagnia dal 1897 al 1901
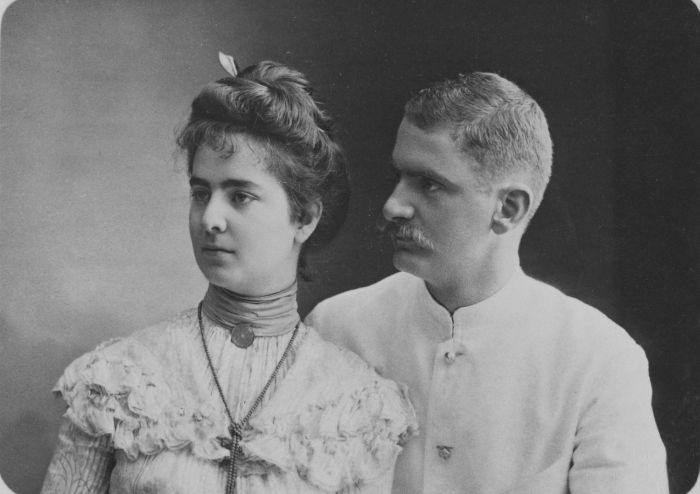
Ritratto dell'amministratore Van Tijen, in servizio dal 1911 al 1916, con la moglie
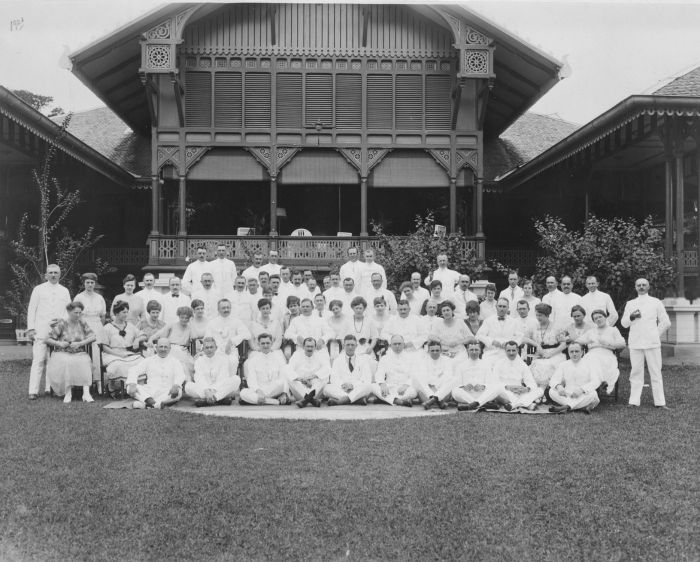
Gli impiegati a Medan (1921)